# Sorex planiceps
Espèce
Statut de conservation UICN

 LC  : Préoccupation mineure
Sorex planiceps est une espèce de mammifères de la famille des Soricidae (les musaraignes). Elle est originaire d'Asie (Chine, Inde, Pakistan).

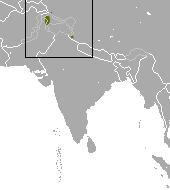
Aire de répartition